# Табахмела
Табахмела (груз. ტაბახმელა) (сухое озеро — Тба-озеро, хмели-сухое) — село в окрестностях города Тбилиси, Грузии. 

## История
Табахмела известен с XIII века, с XIII по XVIII века Табахмела была царской дачей.
19-20 февраля 1921 года у села Табахмела части 11-й армии РККА столкнулись с ожесточенным сопротивлением юнкеров — учащихся военной школы (510 бойцов, 4 пушки, 6 пулеметов, командовал полковник А. Чхеидзе). Село осталось в руках грузинских юнкеров, однако красные обошли его и продолжили наступление. 24 февраля правительство Н. Жордания эвакуировалось в Кутаиси. В с. Табахмела продолжали держаться юнкера, которых осталось к тому времени ок. 290 человек. Грузинские силы получили приказ об отходе.
Табахмела в советское время — крупное село, жители которого занимались сельским хозяйством, преимущественно животноводством. С 1960-х годов 20 века здесь находилось биотехнологическое предприятие, видимо, имевшее военное значение, деятельность и продукция его были засекречены. Местные жители называют предприятие «Комбинат» или «Химзавод» или «Биокомбинат». Комбинат со временем стал градообразующим предприятием, и, помимо собственно села с частными домами, на возвышенности появился район многоквартирных домов сотрудников Комбината. Это группа зданий от 2 до 5 этажей, расположенная к югу от центральной части Табахмелы. С 2000-х годов Комбинат прекратил свое существование, а жители села стали заниматься натуральным хозяйством или ездить на работу в Тбилиси.
После 2000 года село все больше приобретает статус престижного дачного района. В 2006 году его территория была передана от Мцхетского муниципалитета городу Тбилиси и вошла в состав вновь созданного Дидгорского района города. Присоединение к столице стремительно подстегнуло развитие инфраструктуры — дома, в том числе частные, теперь имеют городские системы водопровода, канализации и газоснабжения, все дороги в селе стали асфальтированы, появились полиция, парк, детские и спортивные площадки.
Связь с центром Тбилиси осуществляется автобусом номер 374, интервал движения которого ровно 40 минут. Мелкий бизнес в селе представлен преимущественно розничной торговлей и хлебопекарнями.
Улучшение инфраструктуры, транспортная доступность (9 км от метро площадь Свободы), климатические особенности (село расположено на высоте около 1000 метров и там летом на 5-10 градусов прохладнее, чем в центральных районах Тбилиси) привели к бурному дачному строительству — многие жители столицы предпочитают проводить летнее время здесь. Этому решению способствует расположенные рядом курорт, парк и историческая крепость Коджори.
Достопримечательности: В 2012 году в селе появилась вновь построенная церковь Грузинской православной церкви. По дороге от Тбилиси на высоте 700 метров над уровнем моря расположен детский парк Мтацминда с аттракционами, видовыми площадками, кафе и ресторанами. Недалеко от села расположен монастырь с сохранившимися постройками 12 века Бетания, несмотря на близость он труднодоступен в виду расположения в горном ущелье и отсутствия качественной дороги к нему.
Несмотря на то, что Табахмела бурно развивается и благоустраивается, пока гуляющие коровы и куры по главным улицам — обычное явление. Тем не менее, поскольку по направлению Табахмелы расположились огромные имения миллиардеров Иванишвили, Бидзина Григорьевич и Патаркацишвили, Бадри, структурами Иванишвили строится бизнес-центр, построено новое шоссе Крцаниси-Шиндизи, Дидгорский район, куда входит Табахмела, уже стал самым динамично развивающимся пригородом Тбилиси.